# 129 Batalion Obsługi Lotnisk
129 Batalion Obsługi Lotnisk (129 bol) – pododdział wojsk lotniczych ludowego Wojska Polskiego.
Batalion wchodził w skład 7 Rejonu Baz Lotniczych. Etat 015/343 przewidywał 44 oficerów, 76 podoficerów i 188 szeregowych. 
W listopadzie 1944 roku batalion stacjonował w m. Rowy przy lotnisku Wola Rowska, gdzie bazował 2 pnb "Kraków".
Na dzień 1 maja 1945 roku w jednostce było 40 oficerów, 72 podoficerów i 170 szeregowych.
Jesienią 1945 roku 129 batalion obsługi lotnisk przemianowano na 3 batalion obsługi lotnisk. W grudniu 1946 roku batalion rozwiązano.

## Struktura organizacyjna
- dowództwo i sztabu
- sekcja zaopatrzenia technicznego
- sekcja intendentury
- sekcja uzbrojenia i amunicji
- sekcja finansowa
- kompania łączności
- kompania samochodowa
- kompania ochrony lotniska
- sekcja meteorologiczna
- służba sanitarna
- sekcja żywnościowa
- sekcja materiałów